# ジュリアーノ・シメオネ
ジュリアーノ・シメオネ（Giuliano Simeone, 2002年12月18日 - ）は、イタリア・ローマ出身のプロサッカー選手。ラ・リーガ・アトレティコ・マドリード所属。アルゼンチン代表。ポジションはフォワード。

## 経歴

### クラブ
父親がラツィオに所属していた2002年にイタリアのローマで生まれ、4歳の時に母国のアルゼンチンに移住し、後にCAリーベル・プレートの下部組織に入団した。2019年9月、リーベル・プレートはシメオネの残留を望んだが、本人の希望によってスペインのアトレティコ・マドリードのカンテラに加入した。2021年1月17日、セグンダ・ディビシオンBのポブレンセ戦に先発出場し、46分にキャリア初得点を記録した。このデビューシーズンはリーグ戦15試合に出場して4得点を挙げた。
2021-22シーズン、テルセーラ・ディビシオンRFEFに降格したBチームにおいて、開幕から34試合で23得点を挙げたことで、2022年4月20日のグラナダ戦でトップチームデビューを果たしたが、試合は0-0のスコアレスドローに終わった。
2022年7月4日、2022-23シーズンはセグンダ・ディビシオンのレアル・サラゴサに1シーズンのローン移籍で合意。
2023年7月21日、アトレティコと2028年まで契約を延長し、2023-24シーズンからラ・リーガに昇格したデポルティーボ・アラベスに1シーズンのローン移籍。しかし、シーズン開幕前のプレシーズンとして行われたブルゴス戦にて、後ろからホセ・マトスによるタックルを受たことで脛骨と腓骨の両方を骨折かつ足首の脱臼という重傷を負い、手術を受け、長期の離脱を余儀なくされた。2024年1月2日、第19節のレアル・ソシエダで復帰し、4月27日、第33節のセルタ戦でラ・リーガ初ゴールを記録した。

### 代表
2024年7月、パリオリンピックのメンバーに選出され、アルゼンチンの全4試合に出場し、1ゴールを挙げた。
同年11月20日、FIFAワールドカップ予選のペルー戦でA代表初出場。2025年3月26日、同予選のブラジル戦で代表初ゴールを記録した。

## 人物
父親は元アルゼンチン代表のディエゴ・シメオネ。ディエゴの子どもである3男2女のうち、長兄は同じくサッカー選手でアルゼンチン代表のジョバンニ・シメオネ、次兄もサッカー選手のジャンルカ・シメオネである。ジュリアーノは3男で、ミッドフィールダーであった父親とは異なり、兄弟全員がフォワードである。

## 個人成績

### クラブ
| 国内大会個人成績 | 国内大会個人成績         | 国内大会個人成績 | 国内大会個人成績 | 国内大会個人成績 | 国内大会個人成績 | 国内大会個人成績 | 国内大会個人成績 | 国内大会個人成績 | 国内大会個人成績 | 国内大会個人成績 | 国内大会個人成績 |
| 年度             | クラブ                   | 背番号           | リーグ           | リーグ戦         | リーグ戦         | リーグ杯         | リーグ杯         | オープン杯       | オープン杯       | 期間通算         | 期間通算         |
| 年度             | クラブ                   | 背番号           | リーグ           | 出場             | 得点             | 出場             | 得点             | 出場             | 得点             | 出場             | 得点             |
| スペイン         | スペイン                 | スペイン         | スペイン         | リーグ戦         | リーグ戦         | 国王杯           | 国王杯           | オープン杯       | オープン杯       | 期間通算         | 期間通算         |
| ---------------- | ------------------------ | ---------------- | ---------------- | ---------------- | ---------------- | ---------------- | ---------------- | ---------------- | ---------------- | ---------------- | ---------------- |
| 2021-22          | アトレティコ・マドリード | 27               | ラ・リーガ       | 1                | 0                | 0                | 0                | -                | -                | 1                | 0                |
| 2022-23          | サラゴサ                 | 20               | セグンダ         | 36               | 9                | 1                | 0                | -                | -                | 37               | 9                |
| 2023-24          | アラベス                 | 20               | ラ・リーガ       | 14               | 1                | 2                | 0                | -                | -                | 16               | 1                |
| 2024-25          | アトレティコ・マドリード | 22               | ラ・リーガ       | 33               | 2                | 5                | 2                | -                | -                | 38               | 4                |
| 通算             | スペイン                 | スペイン         | ラ・リーガ       | 48               | 3                | 7                | 2                | -                | -                | 55               | 5                |
| 通算             | スペイン                 | スペイン         | セグンダ         | 36               | 9                | 1                | 0                | -                | -                | 37               | 9                |
| 総通算           | 総通算                   | 総通算           | 総通算           | 84               | 12               | 8                | 2                | 0                | 0                | 92               | 14               |

### 代表
| アルゼンチン代表 | 国際Aマッチ | 国際Aマッチ |
| 年               | 出場        | 得点        |
| ---------------- | ----------- | ----------- |
| 2024             | 1           | 0           |
| 2025             | 4           | 1           |
| 通算             | 5           | 1           |

#### ゴール
| #  | 年月日        | 開催地                                                                          | 対戦国   | 勝敗 | 試合概要                          |
| -- | ------------- | ------------------------------------------------------------------------------- | -------- | ---- | --------------------------------- |
| 1. | 2025年3月26日 | エスタディオ・モヌメンタル・アントニオ・ベスプチオ・リベルティ（ アルゼンチン） | ブラジル | ○4-1 | 2026 FIFAワールドカップ・南米予選 |